# Католицька церква в Росії
Като́лицька це́рква в Росі́ї — третя християнська конфесія Росії. Складова всесвітньої Католицької церкви, яку очолює на Землі римський папа. Керується конференцією єпископів. Станом на 2004 рік у країні нараховувалося близько 789 000 католиків (0,54% від усього населення). Існувало 5 діоцезій, які об'єднували 426 церковних парафій.  Кількість  священиків — 268 (з них представники секулярного духовенства — 126, члени чернечих організацій — 142), постійних дияконів — 3, монахів — 193, монахинь — 309.В країні діє також Російська греко-католицька церква.

## Історія

### Княжа доба і московське царство
Витоки католицизму у Росії сягають часів Київської Русі. І до і після прийняття християнства Володимиром Святославичем Русь підтримувала контакти з представниками не тільки Східної, але й Західної Церков. Ймовірно, першим західним єпископом, які побували на Русі, був Адальберт Магдебурзький, який був посланий до Києва у 961 році на прохання княгині Ольги, а 1007 році князь Володимир 1007 тепло приймав німецького місіонера св. Бруно Кверфуртського. Значне поширення на Русі отримав культ св. Климента, мощі якого знайдені у Херсонесі братами Кирилом і Мефодієм, цей культ протистояв курсу на розділення церков, ключовою подією якого став великий розкол 1054 року.
Різний підхід до Римо-католицької церкви князів південних та північних руських земель вперше яскраво проявився у середині XIII століття, коли руські землі опинилися під загрозою татаро-монгольського нашестя. У середині 1240-х років Папа Іннокентій IV інтенсифікував спроби налагодити дипломатичний контакт з руськими князями, розглядаючи їх як можливих союзників у боротьбі з татарами. Проте, якщо з Данилом Галицьким 1254 року прийняв з рук папи Інокентія королівську корону в обмін на обіцяну військову допомогу у боротьбі з татарами, то Олександр Невський відмовився йти на союз з Римом, віддавши перевагу поневоленню Русі татарами. Сьогодні багатьма росіянами цей вчинок розглядається як "захист від аргесії Заходу"
Після ліквідації татаро-монгольського ярма римо-католицька церква неодноразово намагалася подолати церковну схизму, проте серед московських князів ці спроби не мали успіху. Зокрема митрополит Київський і всієї Русі Ісидор, підписавший Флорентійську унію 1439 року в Москві був засуджений на соборі російського духівництва й ув'язнений. Надалі вороже ставлення до католицизму в Московському царстві посилювалося внаслідок війн з католицькими Лівонським орденом і Річчю Посполитою. Ще більше посилився неприязне ставлення до католицизму після втручання польських магнатів в період Смути на початку XVI століття і воцаріння Владислава IV на Московському престолі.

### Російська імперія
Зміна політики Росії по відношенню католицької церкви відбулася за часів Петра I, який вів прозахідний напрямок політики країни, і запросив до країни велику кількість іноземців. В результаті у ряді російських міст вперше з'явилися католицькі церкви і монастирі, зокрема в Москві, Санкт-Петербурзі і Астрахані.
У царювання Катерини II, внаслідок поділів Речі Посполитої до складу Російської імперії увійшли території зі значним католицьким населенням. Відношення до католиків латинського обряду на території Царства Польського було в цілому терпимим, проте католики візантійського обряду піддавалися репресіям з метою змусити їх перейти у православ'я. В 1773 році у католиків латинського обряду була створена Могилевська єпархія, в 1782 році перетворена в архиєпархії.
Доброзичливо до католицтва ставилися російські імператори Павло I та Олександр I. Павло дав у Петербурзі притулок вигнаним з острова Мальти лицарям католицького Мальтійського ордена і сам погодився на обрання себе протектором Ордену. Він же заснував в Росії окрему Могилевську митрополію.
В XIX столітті з придушенням антиросійських повстань багато поляків, литовців й білорусів були вислані в Сибір та інші віддалені регіони імперії. Утворені католицькі діаспори в російських містах отримували право на зведення католицьких храмів. Саме в другій половині XIX століття було збудовано більшість католицьких церков на території Росії. Через те, що ядром католицьких громад були, як правило, польські засланці, ці храми часто називали «польськими костьолами».
Незважаючи на заборону переходити до Католицької церкви для росіян, у XIX столітті в Католицьку церкву перейшла велика група російської дворянської інтелігенції, найвідоміші декабрист М. С. Лунін, князі І. С. Гагарін, В. С. Печерін, Д. Д. Голіцин, З. А. Волконська, Н. А. Толстой, І. М. Мартинов та інші.

### XX століття
В 1905 у Микола II видав Маніфест про зміцнення початків віротерпимості, що викликало нову хвилю переходів в католицизм. Католиками стали князь Белосельскій, ціла плеяда православних священиків. За офіційною статистикою в період з 1905 по 1909 233 тисячі чоловік перейшли з православ'я в католицтво, в основній масі вони стали греко-католиками. 1911 року в Москві було закінчено будівництво Собору Непорочного Зачаття Пресвятої Діви Марії, що став найбільшим католицьким собором країни. Після Лютневої революції був створений екзархат російських католиків візантійського обряду.
Прихід до влади більшовиків в результаті Жовтневого перевороту 1917 року відкрив трагічну сторінку історії католицької церкви в Росії. Згідно з декретом «Про відокремлення церкви від держави і школи від церкви» (1918) всі релігійні організації, в тому числі й католицькі парафії, позбавлялися майнових прав, церковна власність оголошувалася «народним надбанням». Католицькі священнослужителі зазнавали переслідувань, зокрема 21-26 березня 1923 року в Москві проходив процес над 15 священнослужителями на чолі з єпископом Яном Цепляком, що були засуджені до розстрілу (пізніше однак вирок був замінений ув'язненням).
До 1935 року на території СРСР налічувалося не більше 16 католицьких священиків, до кінця тридцятих років на території РРФСР залишалося тільки два діючі католицькі храми - св. Людовика в Москві і Лурдської Богоматері у Ленінграді, інші церкви були закриті. Вони отримали статус «церков при французьких посольствах», і їх діяльність як «церков для іноземних діпработніков» ретельно контролювалася владою.
Переслідування католиків поширювалось і на інші республіки, що входили до складу СРСР. Зокрема 1946 року було інсценовано так званий Львівський собор, що заборонив діяльність Української греко-католицької церкви, також були знищені і структури Білоруської греко-католицької церкви.
Гоніння на католицьку церкву були припинені лише після приходу до влади Михайла Горбачова. В ході його візиту до Ватикану 1 грудня 1989 була досягнута домовленість про встановлення дипломатичних відносин між Святим Престолом і СРСР. Дипломатичні відносини на рівні постійних представництв між Святим Престолом і Росією були встановлені в січні 1992 року, у грудні 2009 року підвищено до рівня посольств.

## Сучасність
За даними на 2005 рік на території Росії функціонує 426 парафій, чверть з них не має храмових будівель. Організаційно парафії об'єднані в чотири єпархії, разом складові митрополію:
- Архієпархія Божої Матері в Москві
- Преображенська єпархія в Новосибірську
- Єпархія святого Йосипа в Іркутську
- Єпархія святого Климента в Саратові

Католицька церква в Росії залишається об'єктом неприязні з боку Російської православної церкви. РПЦ вважає перепоною для діалогу прозелітизм католиків на своїй так званій «канонічній території», а також «експансію греко-католиків», причому не тільки в Росії, але також в Україні і Казахстані. Складні стосунки римо-католицької та російської православної церков лишаються причиною того, що Папа Римський жодного разу не відвідував Москву.